# Mala Danílivka
Mala Danílivka (en ucraniano: Мала Данилівка, romanizado: Mala Danýlivka; en ruso: Малая Даниловка, romanizado: Malaya Danílovka) es un pueblo ucraniano perteneciente al óblast de Járkov. Situado en el noreste del país, es parte del raión de Járkov y del municipio (hromada) homónimo.

## Geografía
Mala Danílivka se encuentra a orillas del río Lopan en la periferia de Járkov, 10 km al noroeste de Járkov y  7 km al sureste de Derjachí.  

## Historia
Mala Danílivka fue mencionado por primera vez en 1714 y formó parte del uyezd de Járkov de la gobernación de Járkov, Imperio ruso. 
En 1938 se le asignó el estatus de asentamiento de tipo urbano.El pueblo fue ocupado por tropas alemanas durante la Segunda Guerra Mundial.
Hasta el 18 de julio de 2020, Mala Danílivka pertenecía al raión de Derjachí. El raión fue abolido en julio de 2020 como parte de la reforma administrativa de Ucrania, que redujo el número de raiones del óblast de Járkov a siete. El área del raión se incluyó en el raión de Járkov.En 2023, Mala Danílivka perdió el estatus de asentamiento de tipo urbano en la legislación ucraniana debido a la eliminación de este estatus administrativo.

## Demografía
La evolución de la población de Mala Danílivka entre 1989 y 2022 fue la siguiente:
| 8421                                                          | 7471 | 8162 | 8408 | 8228 | 8085 |
| (Fuente: Cities & Towns of Ukraine y UKRAINE: Größere Städte) |      |      |      |      |      |

Según el censo de 2001, la lengua materna de la mayoría de los habitantes, el 71,95%, es el ucraniano; y del 27,61% es el ruso.

## Infraestructura

### Transporte
Las estaciones de tren de Lozovenka y Pidjorodna se encuentran en la línea ferroviaria que conecta Járkov y Bélgorod (actualmente sólo con Kozacha Lopan). 